# 普通人 (电视剧)
《普通人》（英語：Normal People）是由 Element Pictures 联合 Screen Ireland为BBC Three和Hulu制作的爱尔兰青春校園电视迷你剧。该系列改编自萨莉·鲁尼的同名小说《正常人》。该系列主要由鲁尼和爱丽丝·伯奇（Alice Birch）撰写，由藍尼·亞伯漢森和海蒂·麦克唐纳（Hettie Macdonald）共同执导。
2020年4月26日在英國BBC Three頻道播出，隨後每周也於BBC One播出。該片於2020年4月28日在愛爾蘭 RTÉOne 首映。在美國，於2020年4月29日在Hulu完整發行。該劇獲得一致好評，不管是其表演、劇本還是對成人內容的刻畫。

## 前情提要
劇情圍繞梅黎安·謝里登（Marianne Sheridan）和康奈尔·沃尔德隆（Connell Waldron）之間的關係展開，涵蓋兩人從愛爾蘭西部小鎮斯萊戈中學最後的學校時光，到前往都柏林聖三一學院就讀的複雜生活。
梅黎安在中學同儕間被視為異類，卻毫不在意外界對自己的任何看法。儘管有良好的學業成績，但她的家庭生活卻因為神經質的母親丹妮絲（Denise）以及對自己充滿不滿的哥哥艾倫（Alan）而變得複雜。家人鮮少提及的已逝父親，在後期也被揭露曾有家暴行為。
康奈爾與受雇謝里登家的清潔工母親洛林（Lorraine）一起生活。不僅成績優異，更是校內的風雲人物，但在梅黎安受到欺凌時保持沉默。隨著兩人關係的進展，感情也更為錯綜複雜。難以表達自己感受的兩人後期產生不少誤解。

## 演员表

### 主演
- 黛西·埃德加-瓊斯（Daisy Edgar-Jones）饰演梅黎安·謝里登（Marianne Sheridan）。出身富裕家庭的学生，勤奋好学但直言不讳而不受欢迎。在与康奈尔（Connell）建立关系後，他要求她保密。大學进入了都柏林圣三一学院学习历史和政治专业。
- 保罗·麦斯卡（Paul Mescal）饰演康奈尔·沃尔德隆（Connell Waldron）。 他的母亲为梅黎安（Marianne）的家庭做清洁工。他在生活中挣扎着想要摆脱的困境，决定听从梅黎安的建议，申请圣三一学院攻讀文學专业。

### 其他演员
- 莎拉·格林（Sarah Greene）饰演洛林·沃尔德隆（Lorraine Waldron），康奈尔的单身母亲，彼此有着緊密的親子关系。被谢里登（Sheridan）家族雇为清洁工，在与梅黎安和康奈尔建立秘密关系之前就与梅黎安非常亲密。對康奈尔為维护他的公众形象選擇不在校內友好地对待梅黎安感到失望。

- 艾斯琳·麦金金（Aislín McGuckin）饰演丹尼絲·谢里登（Denise Sheridan），梅黎安的单身富豪母亲，一名律师。丈夫生前曾虐待她。与梅黎安关系并不亲密，也不制止艾伦（Alan）对梅黎安的虐待。

- 埃恩納·哈德威克（Eanna Hardwicke）饰演罗伯·海加蒂（Rob Hegarty），康奈尔在中學時的密友。后来自杀去世，使得康奈尔大受打击。

- 弗兰克·布雷克（Frank Blake）饰演艾伦·谢里登（Alan Sheridan），梅黎安的兄弟。经常对玛丽安发表嘲讽的评论，甚至发起肢体冲突。

- 艾略特·索尔（Eliot Salt）饰演乔安娜（Joanna），梅黎安在圣三一学院（Trinity College）交到的朋友。

- 茵迪雅·穆伦（Mullen）饰佩吉（Peggy），梅黎安的大學好友，同樣出身優渥。

- 德斯蒙德·伊斯特伍德（Desmond Eastwood）饰演尼尔（Niall），康奈尔在聖三一学院期间的室友。和梅黎安成为朋友，且经常鼓励兩人发展爱情关系。

- 塞巴斯蒂安·德·苏扎（Sebastian de Souza）饰演Gareth，康奈尔的大学同学。倡导言论自由，是梅黎安在大学早期的恋人。

- 芬尼·奥谢（Fionn O'Shea）饰演杰米（Jamie），是梅黎安大学社交圈裡极具竞争力的一员。整个大学期间对梅黎安情有独钟。

- 莉亚·麦克纳马拉（Leah McNamara）饰演瑞秋·莫兰（Rachel Moran），康奈尔高中社交圈的一员，兩人曾有过一次外出游玩的经历。後來康奈尔在高中舞會（Debs（英语：Debs (ball)））选择邀請瑞秋而非梅黎安，导致了康奈尔和梅黎安兩人第一次疏远。偶尔會嫉妒梅黎安。

- 塞恩·道尔（SeánDoyle）饰演埃里克（Eric），康奈尔学校朋友之一。

- 尼亚姆·林奇（Niamh Lynch）饰演凯伦（Karen），是中學時期对梅黎安友好的女孩之一。

- 誇庫·福頓（Kwaku Fortune）饰演菲利普（Philip），梅黎安大學的朋友。

- 柯林頓·利伯蒂（Clinton Liberty）饰演 Kiernan。

- 奥伊菲·汉斯（Aoife Hins）饰演Helen Brophy，大學時曾和康奈尔交往。

- 兰斯洛特·恩库伯（Lancelot Ncube）饰演卢卡斯（Lukas），梅黎安在瑞典的男友。

## 剧集
| 集數 | 標題     | 導演             | 編劇                       | 英国首播日期  | 美国首播日期 | 爱尔兰首播日期 |
| --- | -------- | ---------------- | -------------------------- | ------------- | ------------ | -------------- |
| 1 | 第一集   | Lenny Abrahamson | Sally Rooney & Alice Birch | 2020年4月26日 | 29/4/2020    | 28/4/2020      |
| 在爱尔兰乡村小镇斯莱戈德郡一所中學，受人欢迎的男主康奈尔（Connell）和孤僻的女主梅黎安（Marianne）擦出了友誼的火花，很快就演變成了一段強烈的浪漫關係。康奈尔和温暖友善的单身母亲同住，梅黎安和她疏离且繁忙的母亲以及充满戾气的哥哥住在别墅。康奈尔的母亲恰巧是梅黎安家的清洁工。梅黎安向康奈尔坦露了对他的感觉，但康奈尔处于社会压力，隱瞞两人的关系。 |          |                  |                            |               |              |                |
| 2 | 第二集   | Lenny Abrahamson | Sally Rooney & Alice Birch | 2020年4月26日 | 29/4/2020    | 28/4/2020      |
| 康奈尔和梅黎安的恋爱持续生长蔓延，兩人發生了性關係但康奈尔渴望将恋情保密，继续在学校忽略梅黎安以保护他校內的崇高地位。儘管梅黎安表现出不在意在学校如何被康奈尔所无视，但兩人仍变得微妙紧张。康奈尔和母亲非常亲密，而梅黎安和家人間高度紧张的关系却不斷加剧。 |          |                  |                            |               |              |                |
| 3 | 第三集   | Lenny Abrahamson | Sally Rooney & Alice Birch | 2020年4月26日 | 29/4/2020    | 5/5/2020       |
| 他們即将畢業，結束中學生活，梅黎安因康奈尔的背叛而斷絕聯繫。梅黎安以焕发着崭新的面貌出現在聚会，让所有人都感到惊讶。但在聚会上经历了一次痛苦的相遇后，康奈尔开车送梅黎安回家，兩人和好如初。康奈尔的母亲告诉康奈尔他沒邀请梅黎安参加舞会是压死他们关系的最后一根稻草，表达梅黎安內心受到的傷害，但康奈爾對此不予理睬。 梅黎安在舞会當晚仍留在家里，深感遭背叛。与此同时，康奈尔与瑞秋（Rachel）一起跳舞。在舞會期間，羅伯（Rob）告訴康奈爾，他和其他人並不在乎康奈爾和梅黎安的關係。康奈爾離開後獨自走在斯萊戈的街道上時失聲痛哭，跌跌撞撞地回到家中。 |          |                  |                            |               |              |                |
| 4 | 第四集   | Lenny Abrahamson | Sally Rooney & Alice Birch | 2020年4月26日 | 29/4/2020    | 5/5/2020       |
| 康奈尔經由大學約會對象的聚會邀約而再次遇見梅黎安。當康奈尔努力适应新環境時，梅黎安已成为大受欢迎的人，兩人的角色翻转，形成鮮明對比。在聚会见面后，尽管梅黎安的生活已经开启了新的篇章，但彼此仍想要存在于对方的生活中。 |          |                  |                            |               |              |                |
| 5 | 第五集   | Lenny Abrahamson | Sally Rooney & Alice Birch | 2020年4月26日 | 29/4/2020    | 12/5/2020      |
| 深夜电话和持续密切的联系意味着梅黎安与康奈尔的联系越来越牢固。康奈爾開始花更多的時間與梅黎安的朋友圈相處卻不太融洽。康奈爾為他之前對待她的方式道歉，導致梅黎安開始懷疑她與加雷斯（Gareth）看似牢固的關係。深思熟慮後，她毅然抛弃加雷斯，離開聚会不久便和康奈尔回到她住处。然而他們朋友圈的另一位成員傑米也觊觎着梅黎安。 |          |                  |                            |               |              |                |
| 6 | 第六集   | Lenny Abrahamson | Sally Rooney & Alice Birch | 2020年4月26日 | 29/4/2020    | 12/5/2020      |
| 康奈爾和梅黎安重新建立的關係在沒有壓力下一切都很理想。梅黎安在回家吃家庭晚餐時受到哥哥更多的虐待，最後以淚水收場。而康奈尔則因為失业無法再支付公寓的房租，不得不搬回斯萊戈。康奈尔感到羞耻尴尬，无法向梅黎安提出想留在她家的想法。兩人無法說清楚是什么讓彼此关系突然中止。 |          |                  |                            |               |              |                |
| 7 | 第七集   | Hettie Macdonald | Alice Birch                | 2020年4月26日 | 29/4/2020    | 19/5/2020      |
| 康奈尔在斯莱戈与老友喝得爛醉。同时，杰米（Jamie）终于可以自由地朝梅黎安展开攻势。梅黎安和康奈尔在商店偶遇后重新点燃了友谊。康奈尔和梅黎安都获得大学奖学金（Schols），与朋友们庆祝痛饮。康奈尔喝得酩酊大醉以渾身是血的樣子出现在梅黎安面前時，她正在与朋友还有杰米一起庆祝。梅黎安在康奈尔說自已交了新女友海倫（Helen）后請他离开。提及兩人的分手，他们意识到这是由于误解造成的。 |          |                  |                            |               |              |                |
| 8 | 第八集   | Hettie Macdonald | Alice Birch                | 2020年4月26日 | 29/4/2020    | 19/5/2020      |
| 康奈尔和尼尔（Niall）整个夏天都在欧洲背包旅行。他们参观了梅黎安在意大利乡村的避暑别墅，杰米和佩吉（Peggy）也在那里度过了时光。在晚餐期間，傑米的控制和虐待態度顯而易見，兩人達到了臨界點。得到康奈尔的安慰，梅黎安选择留在他的房间里過夜，在那里他们流露了一絲温存。 |          |                  |                            |               |              |                |
| 9 | 第九集   | Hettie Macdonald | Alice Birch                | 2020年4月26日 | 29/4/2020    | 26/5/2020      |
| 梅黎安前往瑞典进行交换，发现自己与卢卡斯（Lukas）建立了一种不健康的关系。在人在爱尔兰的康奈尔忧心梅黎安的幸福引起海伦感到愤怒。卢卡斯试图为拍摄梅黎安被捆绑的照片，梅黎安感到沮喪並与卢卡斯分手。 |          |                  |                            |               |              |                |
| 10 | 第十集   | Hettie Macdonald | Alice Birch                | 2020年4月26日 | 29/4/2020    | 26/5/2020      |
| 老友羅伯在新年前夕自殺，讓回到斯萊戈參加葬禮的康奈爾心理健康受到影響，即使海倫試圖支持康奈爾，他們的關係卻更加疏遠，最終她離開了他。康奈爾尋求咨询师的協助。另一方面，儘管距離遙遠但康奈爾與瑪麗安的聯繫加深了。 |          |                  |                            |               |              |                |
| 11 | 第十一集 | Hettie Macdonald | Mark O'Rowe                | 2020年4月26日 | 29/4/2020    | 2/6/2020       |
| 回到斯莱戈后，梅黎安和康奈尔努力在關係中寻找自己的身份。艾伦打斷了梅黎安的鼻子。康奈尔威脅艾倫，同時向梅黎安保证永遠不會再讓她遭受這種虐待。 |          |                  |                            |               |              |                |
| 12 | 第十二集 | Hettie Macdonald | Alice Birch                | 2020年4月26日 | 29/4/2020    | 2/6/2020       |
| 随着康奈尔和梅黎安的关系终于步入正轨，他邀请她和家人一起过圣诞节。同时，梅黎安与母亲的关系陷入低谷。康奈爾收到了前往紐約攻讀碩士學位一年課程的邀請，這促使兩人思考未來。康奈爾最終在梅黎安的支持下接受這個提議。儘管梅黎安選擇留在都柏林不與他一起前往，但確認了彼此的愛，看往後這一年會為他們帶來什麼。 |          |                  |                            |               |              |                |

## 制作

### 拍摄进展及演员阵容
2019年5月，BBC Three 和 Hulu 共同宣布将根据《普通人》这部小说改编12集，电视剧将于2020年由黛西·埃德加-瓊斯和保罗·麥斯卡分别饰演梅黎安和康奈尔。[1] Sarah Greene和AislínMcGuckin也被宣布为演员阵容的一部分。[2]Sally Rooney本人将与作家爱丽丝•伯奇（Alice Birch）和马克•奥罗（Mark O'Rowe）一起辅助进行改编。 莱尼·亚伯拉罕森（Lenny Abrahamson）和海蒂·麦克唐纳（Hettie Macdonald）将执导，爱尔兰制片厂 Element Pictures 将制作该系列。

### 摄制
2019年5月首次拍摄于斯莱戈郡和都柏林。 
Tubbercurry主要由虚构的小镇Carricklea组成，爱尔兰野性大西洋之路的 Streedagh Point用于海滩场景，位于Enniskerry的 Knockmore House，位于Sheickans郡的Wicklow县 ，以及位于都柏林Shankill的排屋用于Waldrons的住所。中学场景是在都柏林的Hartstown社区学校拍摄，真实的学生扮演背景角色。都柏林圣三一学院的学生在大学时代镜头中也参与到该系列群演。 [2] [3] 玛丽安（Marianne）都柏林公寓的场景是在富人区（ Ballsbridge）的惠灵顿路（Wellington Road）拍摄。
虽然小说场景设置在的里雅斯德港（Trieste），实际拍摄地位于意大利中部及周围圣奥雷斯泰，斯蒂米利亚诺和拉齐奥大区泰努塔迪（Tenuta di Verzano）的 lI Casale 别墅。 剧组一直等候到2020年2月才在吕勒奥拍摄瑞典风光，正值雪落在地面上， 波罗的海结成冰冻，玛丽安可以踩在上面走路。

## 上映
首张剧照于2019年11月1日发布。 BBC Three和Hulu在2020年1月17日发布了自己的宣传片，随后在3月31日发布了预告片。
12集作为4月26日在BBC iPlayer上以BBC三播的形式出现，随后在4月27日播出BBC一播。 该系列于4月29日在美国Hulu首映。</ref>The series该系列[2]于4月27日在澳大利亚的Stan上架，并于4月28日在爱尔兰的RTÉOne上播出 。该系列节目已销往全球20多家广播公司。

## 反响
《正常人》獲得電視評論家普遍的好評。於爛番茄整合的評論中獲得90%的新鮮度、平均得分9／10（73名評論家），評論家共識：「在黛西·埃德加-琼斯和保罗·麥斯卡的脆弱表演，《正常人》的一次亲密而富有启发性，優美地翻译了其原著的细微差别」。在Metacritic上，该系列的得分为84／100（来自23位评论家的评论），表明其受到“普遍好评”。
《综艺》杂志的卡罗琳·弗兰克（Caroline Framke）写道：“凭借优美的写作、导演和表演三部曲 ，Hulu的《普通人》与鲁尼的小说一样凄凉而毫不妥协，这很壮丽。 实际上，这部剧我大约看了一半才明白它对我的影响。随着Marianne和Connell的关系越来越深，《普通人》这部剧与原著一样越来越让人沉浸其中，使你既渴望又害怕知道-或者更准确地说-既渴望又害怕去体验接下来会发生什么”。
该系列因其对人物间亲密的现实写照[1]和Ita O'Brien对亲密镜头的协调工作而受到特别赞扬。但是，裸露镜头引发了爱尔兰电台的辩论。
该系列作品受到主要评论家和出版物的广泛好评。 NPR的 琳达·霍尔姆斯（Linda Holmes）将《普通人》描述为“一个可爱的系列。除了可以狂追，或许还可以一次少量地分给自己几集看看” [1]而美国有线电视新闻网则将其描述为“透彻地理解了我们寄托于现代通讯技术的欲望以及总是差一点就碰到欲望却总是触不到的无力现实”以及“特殊时期无法抗拒的一部剧”。

### 收视情况
据报道，《普通人》在 iPlayer 发行的第一周（4月26日至5月3日）为 BBC Three 提供了有史以来最好的成绩，在12集节目中收到了超过1620万个节目播放请求，其中约500万来自16-34岁，使BBC Three节目播放请求总量达到2180万，比之前发布的《杀戮前夕》系列的1080万的记录增加了一倍。BBC Three 该周的70%的播放请求是《普通人》，这当中四分之一的用户完整收看了12集。
据报道，目前为止前两集在 RTÉ One 平均收看量为371,000观众，此外 RTÉ One +1 及 RTÉ Player 上分别有19,000和 301,000次收看，成为 RTÉ Player 上最受瞩目的一开播就产生极大热度的电视剧。15-34岁电视观众中30％在看《普通人》。

## 外部連結
- 互联网电影数据库（IMDb）上《普通人》的资料（英文）